# Face the Heat
Face the Heat (укр. «Обличчям до жару») — чотирнадцятий альбом німецького рок-гурту Scorpions, випущений 1993 року.

## Список композицій
- 1. Alien nation
- 2. No pain, no gain
- 3. Someone to touch
- 4. Under the same sun
- 5. Unholy alliance
- 6. Woman
- 7. Hate to be nice
- 8. Taxman woman
- 9. Ship of fools
- 10. Nightmare avenue
- 11. Lonely nights
- 12. Destin
- 13. Daddy's girl
- 14. Latest Flame

## Склад музикантів
- Клаус Майне — вокал, перкустика
- Рудольф Шенкер — гітара
- Маттіас Ябс — гітара, voicebox
- Ральф Рікерманн — бас
- Герман Ребелл — ударні